# تشارلز أغري
تشارلز أغري (بالإنجليزية: Charles N. Agree)‏ هو معماري أمريكي ولد في 18 أبريل 1897 وتوفي في 10 مارس 1982. 
صمم العديد من المباني في مدينة ديترويت الأمريكية منها فندق ويتير وفندق بيلكريست وغيرها.